# إيمانويل أونيكا جوزيف
إيمانويل أونيكا جوزيف (بالفرنسية: Emmanuel Onyeka Joseph)‏ المعروف باسم إيمانويل أونيكا (ولد في 28 فبراير 1994 في إبادان، نيجيريا) لاعب كرة قدم نيجيري يجيد اللعب في مركز المهاجم وبدرجة أقل الجناح الأيمن.

## المسيرة الرياضية

### الأندية
في 1 يوليو 2012 وقع إيمانويل لصالح نادي أبو بكر بوكولا سراكي في الدوري النيجيري الممتاز. في بطولة الدوري لعب تسع مباريات بدون تسجيل أي هدف ليساهم في احتلال فريقه المركز الثامن عشر برصيد 50 نقطة من 38 مباراة بفارق نقطة واحدة عن منطقة الأمان وبالتالي هبط إلى الدرجة الثانية. في 1 يوليو 2013 انتهى العقد الذي يربط بين الطرفين ورحل إيمانويل عن النادي.
ظل إيمانويل ثلاث مواسم بعيدا عن كرة القدم الاحترافية حتى قرر في 24 يوليو 2016 الموافقة على الاحتراف خارج بلاده عن طريق التوقيع لصالح نادي سانديكلي سبور التركي الذي يلعب في الدوري التركي الإقليمي للهواة (المستوى الخامس على مستوى البلاد). ساهم إيمانويل في تسجيل 5 أهداف في 16 مباراة ليساهم في احتلال فريقه المركز الثامن في المجموعة السابعة برصيد 31 نقطة من 24 مباراة وبفارق خمس نقاط عن منطقة الهبوط للدرجة السادسة.
في 20 سبتمبر 2017 انتقل إيمانويل من سانديكلي سبور إلى قسطموني سبور من دوري الدرجة الثالثة التركي للمحترفين (المستوى الرابع على مستوى البلاد) في صفقة انتقال حر. ساهم إيمانويل في تسجيل 4 أهداف في 21 مباراة ليساهم في احتلال فريقه المركز 11 في المجموعة الحمراء برصيد 40 نقطة من 34 مباراة بفارق 4 نقاط عن منطقة الهبوط. وفي بطولة كأس تركيا خرج قسطموني سبور من مباراته الأولى عندما خسر من أوف سبور 1-3 في الدور الثالث.
في 10 سبتمبر 2018 انتقل إيمانويل من قسطموني سبور إلى الراسينغ بيروت في دوري الدوري اللبناني الممتاز في صفقة انتقال حر. في موسمه الوحيد وفي بطولة الدوري اللبناني الممتاز 2018–19 ساهم إيمانويل في تسجيل 3 أهداف في 18 مباراة ليساهم في احتلال فريقه المركز 11 (قبل الأخير) برصيد 21 نقطة من 22 مباراة بفارق نقطة واحدة عن منطقة الأمان ليهبط إلى الدرجة الثانية. وفي بطولة كأس لبنان 2018–19 ساهم في وصول فريقه إلى النصف النهائي عندما خسر من العهد 1-4. وفي بطولة كأس التحدي اللبناني 2018 ساهم في احتلال فريقه المركز الثالث الأخير في المجموعة الأولى بدون رصيد من مباراتين ليخرج من دور المجموعات. انتهى العقد في 30 يونيو 2019.
ظل إيمانويل بدون نادي طوال موسم 2019-2020 حتى نجح في 1 يوليو 2020 في التوقيع لصالح الاتحاد في بطولة دوري الدرجة الثانية البحريني في صفقة انتقال حر. في موسمه الوحيد وفي بطولة الدوري ساهم إيمانويل في تسجيل 13 هدف في 11 مباراة ليساهم في احتلال فريقه المركز السابع برصيد 13 نقطة من 16 مباراة وبفارق 25 نقطة عن صاحب المركز الثالث المؤهل إلى ملحق الصعود. وفي ذات الموسم استطاع إيمانويل تحقيق أولى إنجازاته الشخصية عندما توج هدافا للبطولة. وفي بطولة كأس ملك البحرين خرج الاتحاد من مباراته الأولى عندما خسر من قلالي 1-4 في الدور التمهيدي.
في 15 أغسطس 2021 انتقل إيمانويل من الاتحاد إلى المالكية في بطولة دوري الدرجة الثانية البحريني في صفقة انتقال حر. في موسمه الوحيد وفي بطولة الدوري ساهم إيمانويل في تسجيل 8 أهداف في 11 مباراة ليساهم في احتلال فريقه المركز الرابع برصيد 27 نقطة من 18 مباراة وبالتالي تأهل إلى ملحق الصعود حيث احتل المركز الرابع الأخير بدون رصيد من 3 مباريات وبالتالي فشل في الصعود إلى الدوري الممتاز. وفي بطولة كأس ملك البحرين خرج من مباراته الأولى عندما خسر من المحرق 1-3 في الدور الثمن النهائي.
في 21 يونيو 2022 انتقل إيمانويل من المالكية إلى الشباب الصاعد حديثا إلى الدوري البحريني الممتاز في صفقة انتقال حر. في 2 سبتمبر 2022 تم فسخ العقد بين الطرفين.

## الإنجازات

### الشخصية
- هداف دوري الدرجة الثانية البحريني (1): 2020-2021 (13 هدف)